# Santa Marta del Cerro
Santa Marta del Cerro è un comune spagnolo di 53 abitanti situato nella comunità autonoma di Castiglia e León.